# 1932 en dadaïsme et surréalisme
Pour l'année, voir 1932.
 Chronologie de dada et du surréalisme 
- 1928
- 1929
- 1930
- 1931
- 1932
- 1933
- 1934
- 1935
- 1936

Cet article présente les faits marquants de l'année 1932 en dadaïsme et surréalisme.

## Éphémérides

### Janvier
- 16 janvier
Louis Aragon est inculpé par le gouvernement français pour « excitation de militaires à la désobéissance et provocation au meurtre dans un but de propagande anarchiste » à la suite de la publication, en juillet 1931, dans une revue soviétique Littérature de la révolution mondiale, du poème Front rouge : « Feu sur Léon Blum / Feu sur Boncour Frossard Déat / Feu sur les ours savants de la social-démocratie … »[1]

- Les surréalistes belges René Magritte, E. L. T. Mesens, Paul Nougé et André Souris se démarquent de la réaction d'André Breton et publient le manifeste La Poésie transfigurée, en réaction au tract L'Affaire Aragon, dans lequel ils affirment trouver « normal que la poésie suscite des réactions de la part des représentants de l'ordre établi. »[2]

### Mars
- Malgré le peu d'intérêt qu'il porte à Front rouge, André Breton prend la défense de Louis Aragon tout d'abord dans un tract collectif L'Affaire Aragon, puis, sous son seul nom, dans Misère de la poésie[3].

- Affirmant leur soutien à Breton, René Char, René Crevel, Salvador Dalí, Paul Eluard, Max Ernst, Benjamin Péret, Yves Tanguy, André Thirion et Tristan Tzara publient le tract Paillasse dans lequel Aragon est accusé de « lâcheté intellectuelle et d'arrivisme »[4].

- Louis Aragon récuse son défenseur et désapprouve le contenu dans sa totalité, dans un article publié dans le quotidien L'Humanité[5].

- Convaincus que les expériences surréalistes ne sont pas incompatibles avec le combat communiste, Maxime Alexandre et Pierre Unik publient un tract Autour d'un poème en réponse à Paillasse et quittent le groupe surréaliste[6].

### Avril
- René Crevel, Le Clavecin de Diderot[7]

### Mai
- 7 mai
Le magazine illustré Voilà, l'hebdomadaire du reportage publie un reportage imaginaire d'Antonin Artaud Galapagos, les îles du bout du monde[réf. nécessaire]

- Première exposition d'Alberto Giacometti à Paris, galerie Pierre Colle. Dans L'Intransigeant, le critique d'art Tériade compare les objets exposés à des « jouets qui montrent les diverses phase d'une inquiétude réelle [...] Les objets sont des jeux pour s'oublier et qu'on oublie. »[8]

### Juin
- 25 juin
Paul Eluard, La Vie immédiate, illustré d'une eau-forte d'Yves Tanguy[9]

- André Breton, Le Revolver à cheveux blancs, éditions des Cahiers libres, achevé d'imprimer le 25 juin[10]

- À Belgrade publication du troisième numéro de la revue Le Surréalisme aujourd'hui et ici où figure une enquête sur le désir à laquelle ont répondu Breton, René Crevel, Salvador Dalí et Eluard[11].

### Juillet
- Salvador Dalí, Babaouo, un film surréaliste, publication du scénario aux éditions des Cahiers bleus[11].

### Août
- 30 août
Pablo Picasso, Baigneuse jouant au ballon, huile sur toile[12]

### Septembre
- Rupture de la liaison André Breton et Valentine Hugo[13].

- La revue anglaise This Quarter confie à Breton la rédaction d'un numéro spécial. À cette occasion paraît une traduction anglaise du Manifeste du Surréalisme[14].

### Octobre
- 1er octobre
Antonin Artaud, Manifeste du Théâtre de la Cruauté[15]

### Novembre
- 26 novembre
André Breton, Vases communicants, éditions des Cahiers libres, achevé d'imprimé le 26 novembre [16]

- Antonin Artaud reçoit du musicien Edgar Varèse une offre de collaboration pour la réalisation d'un opéra[15].

- Le groupe Le Grand jeu organise une assemblée générale au cours de laquelle la position du poète André Rolland de Renéville (démissionnaire depuis le début de l'année) dans l' Affaire Aragon est condamnée. Le groupe éclate à la suite de cette assemblée[17].

### Cette année-là
- Hans Bellmer assiste à la représentation du conte d'E.T.A. Hoffmann Coppelia dans lequel le rôle principal est tenu par une poupée[18].

- Le sculpteur suédois Eric Grate organise à Paris une exposition « post-cubiste et surréaliste » dont les sculptures suggestives provoquent le scandale[réf. nécessaire]

- Étienne Léro, René Menil et Jules Monnerot lancent une « petite revue explosive » Légitime défense, qui emprunte son titre au texte d'André Breton paru en 1926 : « Sur le plan concret des modes figurés de l'expression humaine, nous acceptons également sans réserves le surréalisme auquel nous lions notre devenir. Et nous renvoyons nos lecteurs aux deux Manifestes d'André Breton […] dont nous devons dire que ce n'est pas la moindre honte de ce temps qu'ils ne soit pas plus connus partout où on lit le français. »
La revue est censurée dès le premier numéro[19].

- Première exposition à Bucarest (Roumanie) du peintre Jules Perahim. Ses caricatures politiques attirent sur lui la vindicte de l’extrême droite et des « gardes de fer »[20].

- Parution à Sainte-Croix-de-Tenerife (Îles Canaries) du premier numéro de la revue Gaceta de arte dirigée Eduardo Westerdhal[21].

- À Belgrade, publication du manifeste Position du surréalisme dans le processus social où les auteurs, et premiers surréalistes en Serbie, Oskar Davičo, Djordje Kostic et Dusan Matic proclament la décadence et la fin du surréalisme[22].

### Œuvres
- Antonin Artaud
  - Manifeste du Théâtre de la Cruauté[23]
- Hans Bellmer
  - La Poupée, objet, bois peint, cheveux, chaussettes[24]
- Victor Brauner
  - Paysage méditerranéen, huile sur toile[25]
- André Breton
  - L'Affaire Aragon devant l'opinion publique, tract collectif aux éditions Surréalistes[26]
  - Misère de la poésie (L'Affaire Aragon devant l'opinion publique), essai aux éditions Surréalistes[26]
  - Le Revolver à cheveux blancs, poèmes avec une eau-forte de Salvador Dalí en frontispice[27] : « Les belles fenêtres ouvertes et fermées / Suspendues aux lèvres du jour / Les belles fenêtres en chemise / Les belles fenêtres aux cheveux de feu dans la nuit noire / Les belles fenêtres de cris d'alarmes et de baisers / Au-dessus de moi au-dessous de moi derrière moi il y en a moins qu'en moi. »
  - Les Vases communicants, essai, couverture de Max Ernst[28] : « Le poète à venir surmontera l'idée déprimante du divorce irréparable de l'action et du rêve. »
- André Breton & Valentine Hugo
  - Sans titre (cadavre exquis), crayons de couleurs sur papier noir[29]
- Claude Cahun
  - Le Père, tirage sur papier au gélatino-bromure d'argent brillant[30]
- Joseph Cornell
  - Surréalisme, collage pour le catalogue de l’exposition surréaliste à la Julien Levy Gallery, à New York[31]
- René Crevel
  - Le Clavecin de Diderot[32]: « Dieu, celui qui ne bande pas, qui décide les plus fiers bandeurs à ne plus bander [...] On connaît l'antienne : tâchez donc d'être un peu plus humain. Sous les râteliers des MM. Prudhomme, elle vous a un de ces petits airs paternes, elle devient la prière mielleuse dont tous les rentiers espèrent qu'elle empêchera leurs rentes de descendre. »
- Salvador Dalí
  - Babaouo, scénario de film[33]
  - Gradiva, Guillaume Tell et le bureaucrate, dessin à l'encre de Chine[34]
  - Naissance des désirs liquides, huile sur toile[35]
  - Le Rêve, huile sur toile[36]
  - Le Vrai tableau de L'île des morts d'Arnold Böcklin à l'heure de l'Angélus, huile sur toile[37]
- Paul Eluard
  - La Vie immédiate, illustré d'une eau-forte d'Yves Tanguy[27] : « Je m'obstine à mêler des fictions aux redoutables réalités. / Maisons inhabitées, je vous ai peuplées de femmes exceptionnelles, / ni grasses, ni maigres, ni blondes, ni brunes, ni folles, ni sages, peu importe, / de femmes plus séduisantes que possible, par un détail. / Objets inutiles, même la sottise qui procéda à votre fabrication me fut une source d'enchantements. »
- Alberto Giacometti
  - Figure pour le jardin des Noailles[38]
  - Fleur en danger (Fil tendu), objet : bois, métal et plâtre[39]
  - Main prise, objet, bois et métal[40]
  - Pointe à l'œil, objet : bois, fer peint en noir[41]
- Eric Grate
  - Idoles méditerranéennes, bronze[42]
- Valentine Hugo
  - Une femme admirable apparaîtra sur un zèbre, huile sur toile[43]
- René Magritte
  - L'Attentat, huile sur toile[44]
  - Le Temps menaçant, huile sur toile[45]
- Vincenc Makovský
  - Rêve de jeune fille, sculpture[46]
- André Masson
  - Pasiphaé, crayon de couleur sur papier[47]
- Henry Moore
  - Half figure, albâtre[48]
- Pablo Picasso
  - Baigneuse jouant au ballon, huile sur toile[49]
- Man Ray
  - Non euclidean object I, objet : icosaèdre tronqué sur un axe incliné et tube de caoutchouc[50]
- Pierre Roy
  - L'Été de la Saint-Michel, huile sur toile[51]
- Alberto Savinio
  - Annonciation, détrempe sur toile[52]
- Yves Tanguy
  - Le Ruban des excès, huile sur toile[53]